# Lake Crystal
Lake Crystal è una città degli Stati Uniti d'America, situata in Minnesota, nella Contea di Blue Earth.